# Bogohl 7
Bombengeschwader der Obersten Heeresleitung Nr. 7 – Bogohl 7 – dywizjon bombowy lotnictwa niemieckiego Luftstreitkräfte z okresu I wojny światowej.

## Informacje ogólne
Jednostka została utworzona formalnie w grudniu 1917 roku w wyniku reorganizacji wcześniej istniejących jednostek Kagohl 2. Dowódcą jednostki został mianowany kpt. Leo Leonhardy. Jednostka została utworzona jako jednostka bombowa i składała się z trzech eskadr Bomberstaffel 22, Bomberstaffel 23, Bomberstaffel 24. Jednostka była wyposażona między innymi w samoloty AEG G.IV, Gotha G.IV. W jednostce służył Albrecht Otto.

## Dowódcy Jednostki
| Stopień | Nazwisko                    | Okres                                  |
| ------- | --------------------------- | -------------------------------------- |
| kapitan | Hermann Köhl                | listopad 1918 – maj 1918?              |
| kapitan | Elard Baron von Loewenstern | 9 października 1918 – 9 kwietnia 1919. |